# Järva-Jaani (gemeente)
Järva-Jaani (Estisch: Järva-Jaani vald) is een voormalige gemeente in de Estlandse provincie Järvamaa. De gemeente telde 1525 inwoners op 1 januari 2017 en had een oppervlakte van 126,8 km². In oktober 2017 ging de gemeente op in de fusiegemeente Järva.

## Geografie
Tot de landgemeente behoorden negen dorpen en één wat grotere plaats met de status van alev (kleine stad): de hoofdplaats Järva-Jaani. Hier bevindt zich een middeleeuwse kerk, die aan Johannes de Doper is gewijd en waaraan de plaats zijn naam dankt.

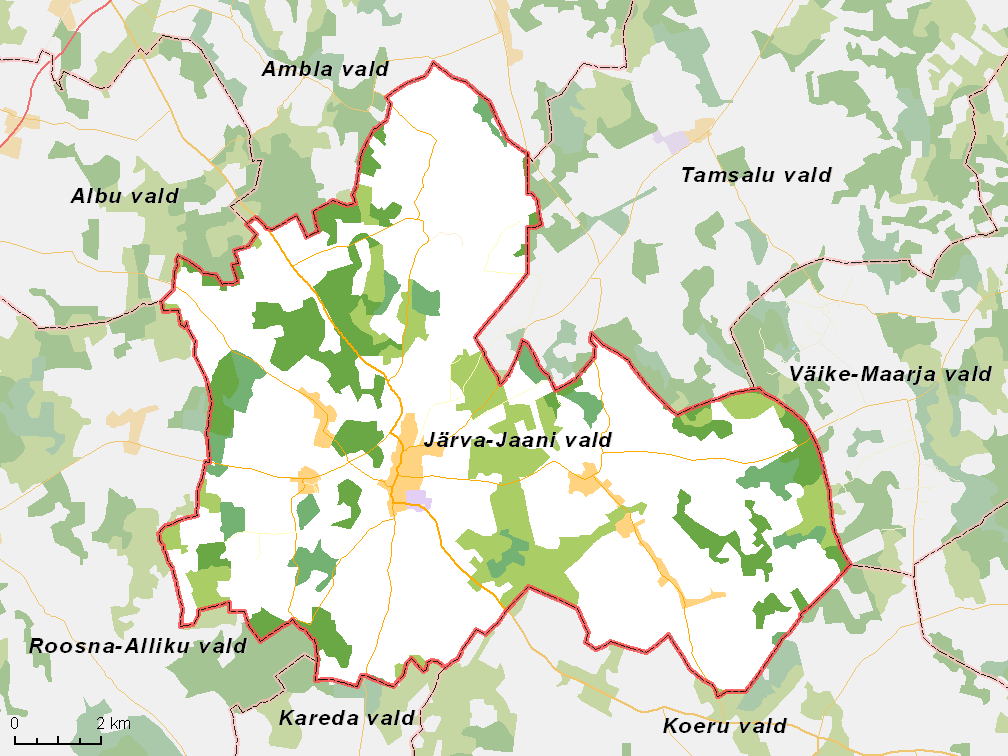
De gemeente met omliggende gemeenten, situatie begin 2017